# Муль-фрит
Муль-фрит (фр. moules-frites, moules et frites; нидерл. mosselen-friet) — блюдо из отварных мидий и картофеля фри, входит в бельгийскую и французскую кухни. Национальное блюдо Бельгии; также распространено в северной части Франции.

## История
Хотя муль-фрит готовят во многих странах, родиной блюда считается Бельгия. Вероятно, оно появилось путём сочетания мидий, которые были широко распространённой и дешёвой пищей для жителей фламандского побережья, и картофеля фри, который здесь обычно ели зимой, когда не было рыбы и других морепродуктов.
Впервые мидии с картофелем фри стали продавать в киоске некоего Фрица на ярмарочной площади бельгийского Льежа в 1875 году.

## Рецепты и приготовление
Размер порции муль-фрит меняется в зависимости от рецепта. Что касается калорий на одного человека, стандартный для блюда литр мидий в сочетании со 150 грамм картофеля фри содержит 500—600 килокалорий, к которым стоит добавить соус для гарнира, например, майонез.

### Мидии
Муль-фрит предусматривает большое количество способов приготовления мидий. Среди наиболее популярных рецептов:
- moules marinière («муль-мариньер»): вероятно, наиболее распространённый и всемирно признанный рецепт[8] с добавлением одноимённого соуса, в который входит белое вино, лук-шалот, петрушка и сливочное масло[9];
- moules natures («муль-натюр»): мидии готовятся с сельдереем, луком-пореем и сливочным маслом на пару[3];
- moules à la crème («муль а-ля крем»): мидии варятся в вине с мукой и сливками[3];
- moules parquées («муль-парке»): брюссельский рецепт, в котором сырые мидии подаются на одной створке с горчично-лимонным или горчично-уксусным соусом[5];
- moules à la bière («муль а-ля бьер»): мидии варятся не в белом вине, а в пиве[10];
- moules à l’ail («муль а-л`ай»): в мидии добавляется нарезанный или давленый чеснок[3].

 Реже встречаются фьюжн-рецепты, дополненные экзотическими ингредиентами, такими как эспелетский перец или настойка Перно. Также может использоваться mosselsaus - соус из майонеза, горчицы и уксуса.

### Картофель фри
Картофель фри играет важную роль в бельгийской культуре и кухне. В Бельгии для его приготовления используют в основном сорт «бентье» из-за высокого содержания крахмала. Обычно картофель обжаривают дважды (с полным охлаждением между жареньем): так он получается сочным внутри и приобретает хрустящую корочку.

## Особенности употребления
Муль-фрит распространено по всей Бельгии, от побережья до Арденн, а во Франции — в северных департаментах Нор и Па-де-Кале. Его подают в большинстве ресторанов, а также во фритри (во Франции) или фритюрах (в Бельгии) — киосках, специализирующихся на жаренной во фритюре пище. Помимо прочего, это фирменное блюдо бельгийской сети ресторанов «Chez Léon».
Также это традиционно главное блюдо на ежегодной крупнейшей в Европе барахолке во французском Лилле. В 2009 году на ней было съедено 500 тонн мидий и 30 тонн картофеля фри. За выходные, в которые устраивается барахолка, рядом с заведениями образуются груды створок от съеденных мидий — самые большие чаще всего у ресторанов «Aux Moules» (улица де Бетюн) и «La Chicorée» (площадь Риур).
Блюдо хорошо сочетается со светлым аббатским пивом. Из вин стоит отдавать предпочтение белому сухому; красное вино нежелательно из-за содержания танинов. По части соусов, помимо соуса мариньер, который входит в стандартный рецепт, для картофеля фри можно использовать майонез.
Картофель фри обычно подают отдельно от мидий, чтобы он не намок в соусе. Нередко мидии подают в кастрюле, в которой они готовились. Для складывания створок мидий может использоваться дополнительная тарелка.

## Место в культуре
В 2008 году агентство Kantar TNS MB провело опрос среди жителей Нор — Па-де-Кале (ныне разделён на два департамента) на тему их любимых блюд. Муль-фрит заняло второе место (25 %), немного уступив стейк-фри (33 %). В масштабах всей Франции, согласно тому же исследованию, блюдо также стоит на втором месте, получив 20 % голосов; на первом же месте с разницей в один процент — утиная грудка magret de canard.
Согласно другому опросу, проведённому в 2011 году для газеты «La Voix du Nord», муль-фрит лучше всего олицетворяет северный регион; на втором месте — беффруа (34 % голосов). В опросе же 2008 года муль-фрит занимало второе место (35 % голосов), а беффруа — первое (41 % голосов).

## Комментарии
1. ↑  Основное название происходит от французского moules — мидии и frites — картофель фри; нидерландское название mosselen-friet переводится аналогично.
2. ↑  Большое количество мидий, потребляемых в Бельгии, поставляется туда с ферм из близлежащей Зеландии, приграничной нидерландской провинции. Высоко ценятся мидии реки Эско.